# Desert Fury
Desert Fury is een Amerikaanse misdaadfilm uit 1947 onder regie van Lewis Allen met in de hoofdrollen Lizabeth Scott, John Hodiak, Burt Lancaster, Mary Astor en Wendell Corey. Het scenario is gebaseerd op de roman Desert Town uit 1947 van Ramona Stewart. Destijds werd de film in Nederland uitgebracht onder de titel Jeugdzonde.

## Verhaal
Het verhaal volgt de dochter (Lizabeth Scott) van een casino-eigenares (Mary Astor) in een klein stadje in Nevada, die betrokken raakt bij een gangster (John Hodiak) die ooit verdacht werd van de moord op zijn vrouw.

## Rolverdeling
| Acteur           | Personage             |
| ---------------- | --------------------- |
| John Hodiak      | Eddie Bendix          |
| Lizabeth Scott   | Paula Haller          |
| Burt Lancaster   | Tom Hanson            |
| Wendell Corey    | Johnny Ryan           |
| Mary Astor       | Fritzi Haller         |
| Kristine Miller  | Claire Lindquist      |
| William Harrigan | Judge Berle Lindquist |
| James Flavin     | Sheriff Pat Johnson   |
| Jane Novak       | Mrs. Lindquist        |
| Anna Camargo     | Rosa                  |

## Waardering
In de jaren na de release is Desert Fury geprezen als een baanbrekend en uniek Hollywood-melodrama vanwege de gewaagde ondertoon van homoseksualiteit, met name in de relatie tussen twee van de belangrijkste mannelijke personages.